# El rey de la montaña (película de 2007)
El rey de la montaña es una película española de 2007 dirigida por Gonzalo López-Gallego y protagonizada por Leonardo Sbaraglia (Quim) y María Valverde (Bea).

## Sinopsis
Quim va conduciendo en busca de su exnovia, cuando se pierde y queda atrapado en una especie de laberinto de caminos. No tiene cobertura en el móvil y decide salir para encontrar ayuda, pero de repente, una enigmática figura le dispara con un rifle. En su intento de huir de aquel desconocido peligro se encuentra con otra figura, en este caso es una chica llamada Bea, que también está perdida. Ellos aún no lo saben, pero deberán permanecer unidos si no quieren morir en ese paisaje tan inhóspito.

## Reparto
- Leonardo Sbaraglia como Quim
- María Valverde como Bea
- Thomas Riordan como Hermano Menor
- Andrés Juste como Hermano Mayor
- Pablo Menasanch como Guardia Joven
- Francisco Olmo como Guardia Mayor
- Manuel Sánchez Ramos como Empleado Gasolinera

## Comentarios
El cineasta experimental Gonzalo López-Gallego se pasa al thriller con El rey de la montaña" la primera película que realiza por encargo. López-Gallego siempre había escrito sus textos, pero reconoce que esta vez ha podido desarrollar más su imaginación a la hora de rodar. Los títulos más importantes de su filmografía, las premiadas Nómadas y Sobre el arco iris, participaron en numerosos festivales internacionales, algo que ha heredado El rey de la montaña, con su paso por Toronto, Sitges y Ámsterdam, entre otros. La cinta explora valores como la cobardía, la falta de comunicación y la mediatización de la sociedad, y lo hace amparado por un paisaje desagradable y por varios giros argumentales.
Los dos protagonistas, intercambian sus estereotipos en pantalla, dejando la valentía al personaje de Bea y la indefensión a Quim. Los actores que les dan vida son Leonardo Sbaraglia, al que veremos próximamente en Santos, la película o Diario de una ninfómana, y María Valverde, que ha dejado de ser una promesa para convertirse en una realidad cinematográfica (Los Borgia, Ladrones).